# Rushall, Norfolk
Rushall är en by i civil parish Dickleburgh and Rushall, i distriktet South Norfolk, i grevskapet Norfolk i England. Byn är belägen 9 km från Diss. Rushall var en civil parish fram till 1935 när blev den en del av Dickleburgh. Civil parish hade 176 invånare år 1931. Byn nämndes i Domedagsboken (Domesday Book) år 1086, och kallades då Riuessal(l)a.